# 윈도우 임베디드 오토모티브
윈도우 임베디드 오토모티브(Windows Embedded Automotive, 구 명칭: Microsoft Auto, Windows CE for Automotive, Windows Automotive 및 Windows Mobile for Automotive)는 개발과 지원이 중단된 운영 체제로, 윈도우 임베디드 제품군의 일부였으며 자동차의 컴퓨터 시스템에서 사용하기 위해 윈도우 CE를 기반으로 했다. 이 운영 체제는 1995년 8월에 설립된 마이크로소프트 오토모티브 비즈니스 유닛(Microsoft Automotive Business Unit)을 통해 마이크로소프트에서 개발했다. 마이크로소프트의 오토모티브 비즈니스 유닛에서 만든 최초의 자동차 제품은 1998년 12월 4일에 AutoPC로 출시되었으며 포드 싱크, 기아 커넥트 및 Blue&Me도 포함되었다. 마이크로소프트의 오토모티브 비즈니스 유닛은 자동차 장치에 사용되는 소프트웨어 플랫폼과 장치 자체를 모두 구축했다. 현재는 소프트웨어 플랫폼에 중점을 두고 있으며 마이크로소프트 오토와 윈도우 오토모티브라는 두 가지 제품이 포함된다.